# グランサム・タウンFC
グランサム・タウン・フットボールクラブ（Grantham Town Football Club）は、イングランド、リンカンシャーのグランサムを本拠地とするサッカークラブチームである。2012-2013シーズンはノーザンプレミアリーグ・プレミアディヴィジョン（7部相当）に所属。

## 概要
1874年にグランサムFC (Grantham F.C.) として創設された。1891-1892シーズンにミッドランド・アマチュア・アリアンスに参加した。1987年に現在の名称に変更している。

## タイトル

### 国内タイトル
グラントハムFC時代
- ミッドランド・アマチュア・アリアンス:1回

1910-1911
- セントラル・アリアンス:1回

1924-1925
- ミッドランドリーグ:3回

1963-1964,1970-1971,1971-1972
- ミッドランドリーグカップ:2回

1968-1969,1970-1971
- サウザンリーグ・ディヴィジョン1ノース:2回

1972-1973,1978-1979
- サウザンリーグ・メリットカップ:1回

1972-1973
- リンカンシャー・シニアカップ:4回

1884–1885,1936–1937,1971–1972,1982–1983
- リンカンシャー・シニアカップA:3回

1953–1954, 1960–1961, 1961–1962
グラントハム・タウンFC時代
- サウザンリーグ・ミッドランドディヴィジョン:1回

1997-1998
- サウザンリーグ・メリットカップ:1回

2001-2002
- ノーザンプレミアリーグ・ディヴィジョン1サウス:1回

2011-2012
- リンカンシャー・カウンティシールド:3回

2003–2004, 2004–2005, 2011–2012

### 国際タイトル
- なし

## 過去の成績
- 2001-2002 Southern Premier League Division1 East 2位 昇格
- 2002-2003 Southern Premier League Premier Division 16位
- 2003-2004 Southern Premier League Premier Division 22位
- 2004-2005 Southren Premier League Premier Division 13位
- 2005-2006 Southern Premier League Premier Division 11位
- 2006-2007 Northern Premier League Premier Division 22位 降格
- 2007-2008 Northern Premier League Division1 South 6位
- 2008-2009 Northern Premier League Division1 South 13位
- 2009-2010 Northern Premier League Division1 South 11位
- 2010-2011 Northern Premier League Division1 South 5位
- 2011-2012 Northern Premier League Division1 South 1位 昇格

## 歴代在籍選手
グランサムFC時代
- マーティン・オニール 1987-1989